# ميت تومسن
ميت تومسن (بالدنماركية: Mette Thomsen)‏ (26 فبراير 1970)؛ روائية دنماركية.